# Élina Labourdette
Élina Labourdette (París, 21 de mayo de 1919-Le Mesnil-le-Roi, 30 de septiembre de 2014) fue una actriz teatral, cinematográfica y televisiva de nacionalidad francesa. Es recordada por su papel de Agnès, la heroína del filme Les Dames du Bois de Boulogne, de Robert Bresson.

## Biografía
Su nombre completo era Élina Janine Alice Henri-Labourdette, y nació en París, Francia. En el transcurso de su carrera artística tuvo la oportunidad de trabajar con numerosos reconocidos directores, entre ellos Robert Bresson, Georg Wilhelm Pabst, René Clair, René Clément, Jacques Becker, Gilles Grangier, Jean-Paul Le Chanois, Jean Renoir y André Cayatte.
Hija del industrial carrocero Jean Henri-Labourdette, ella quería ser bailarina, un sueño al que hubo de renunciar por razones de salud. En el transcurso de sus años escolares tomó sus primeras lecciones teatrales con la actriz Ève Francis. A los 19 años de edad, en 1938, rodó su primera película, Le Drame de Shanghaï, de Georg Wilhelm Pabst. Posteriormente pasó seis meses en Inglaterra,  donde siguió cursos de teatro y canto. René Clair le dio el papel de heroína en su film Air pur, pero la Segunda Guerra Mundial frenó el proyecto. En 1944, hacia el final de la contienda, rodó Les Dames du bois de Boulogne, film dirigido por Robert Bresson con el cual se hizo famosa en Francia. 
En 1950 ingresó en la compañía teatral Madeleine Renaud-Jean-Louis Barrault, con la cual trabajó de manera paralela a su carrera cinematográfica. También fue actriz de voz, doblando a Grace Kelly en Mogambo (1953) y To Catch a Thief (1955), de Alfred Hitchcock. En 1956 actuó dirigida por Jean Renoir en Elena et les Hommes, junto a Ingrid Bergman y Jean Marais. En 1961 tuvo un destacado papel de reparto en Lola, primer largometraje de Jacques Demy. Su última producción cinematográfica fue Le Clair de Terre, un film del cineasta Guy Gilles. A partir de finales de los años 1950 ella también actuó en numerosas series y telefilmes franceses.
Ella fue la segunda esposa del periodista y escritor Louis Pauwels desde 1956 hasta la muerte de él en 1997. En 1961 la pareja adoptço una hija, Zoé. Élina Labourdette falleció en el año 2014 en Le Mesnil-le-Roi, Francia.

## Teatro
- 1950: La Répétition ou l'Amour puni, de Jean Anouilh, escenografía de Jean-Louis Barrault, Théâtre Marigny
- 1950: Malatesta, de Henry de Montherlant, escenografía de Jean-Louis Barrault, Théâtre Marigny
- 1951: Los enredos de Scapin, de Molière, escenografía de Louis Jouvet, Théâtre des Célestins
- 1952: La Répétition ou l'Amour puni, de Jean Anouilh, escenografía de Jean-Louis Barrault, Théâtre des Célestins
- 1953: Occupe-toi d'Amélie, de Georges Feydeau, escenografía de Jean-Louis Barrault, Théâtre des Célestins
- 1954: La main passe, de Georges Feydeau, escenografía de Jean Meyer, Théâtre Antoine
- 1959: La Folie, de Louis Ducreux, escenografía del autor, Théâtre de la Madeleine

## Filmografía

### Cine
- 1938 : Prison sans barreaux, de Léonide Moguy
- 1938 : Le Drame de Shanghaï, de Georg Wilhelm Pabst
- 1941 : Le pavillon brûle, de Jacques de Baroncelli
- 1943 : Des jeunes filles dans la nuit, de René Le Hénaff
- 1945 : Les Dames du bois de Boulogne, de Robert Bresson
- 1947 : Les Trafiquants de la mer, de Willy Rozier
- 1950 : Les Aventuriers de l'air, de René Jayet
- 1950 : Le Château de verre, de René Clément
- 1951 : Tapage nocturne, de Marc-Gilbert Sauvajon
- 1951 : Édouard et Caroline, de Jacques Becker
- 1951 : Monsieur Fabre, de Henri Diamant-Berger
- 1952 : Ouvert contre X, de Richard Pottier
- 1953 : Mon mari est merveilleux, de André Hunebelle
- 1953 : La Vierge du Rhin, de Gilles Grangier
- 1955 : To Paris with Love, de Robert Hamer
- 1956 : Papa, maman, ma femme et moi, de Jean-Paul Le Chanois
- 1956 : C'est arrivé à Aden, de Michel Boisrond
- 1956 : Elena et les Hommes, de Jean Renoir
- 1957 : The Truth About Women, de Muriel Box
- 1960 : La Nuit des suspectes, de Víctor Merenda
- 1961 : Lola, de Jacques Demy
- 1961 : Vacances en enfer, de Jean Kerchbron
- 1962 : Les Parisiennes (segmento Sophie), de Marc Allégret)
- 1962 : Snobs !, de Jean-Pierre Mocky
- 1962 : Le Couteau dans la plaie, de Anatole Litvak
- 1963 : Le Glaive et la Balance, de André Cayatte
- 1968 : Au pan coupé, de Guy Gilles
- 1968 : Les Jeunes Loups, de Marcel Carné
- 1970 : Le Clair de Terre, de Guy Gilles
- 2011 : Le Dernier Kodachrome, de Jacques Burtin

### Televisión
- 1958 : La Répétition ou l'Amour puni
- 1960 : Les Cinq Dernières Minutes, episodio Dernier cri, de Claude Loursais
- 1964 : La Cousine Bette
- 1967 : Julie de Chaverny ou la Double Méprise
- 1973 : Un grand amour de Balzac
- 1974 : Président Faust
- 1974 : Julie Charles
- 1974 : Les Jardins du roi
- 1975 : Monsieur Jadis, de Michel Polac
- 1976 : Anne jour après jour
- 1978 : Les Jeunes Filles, de Lazare Iglesis
- 1978 : Allégra
- 1979 : Les Moyens du bord
- 1979 : L'Œil du sorcier
- 1981 : Le Piège à loups
- 1983 : Deux amies d'enfance